# Notre-Dame-de-Croaz-Batz

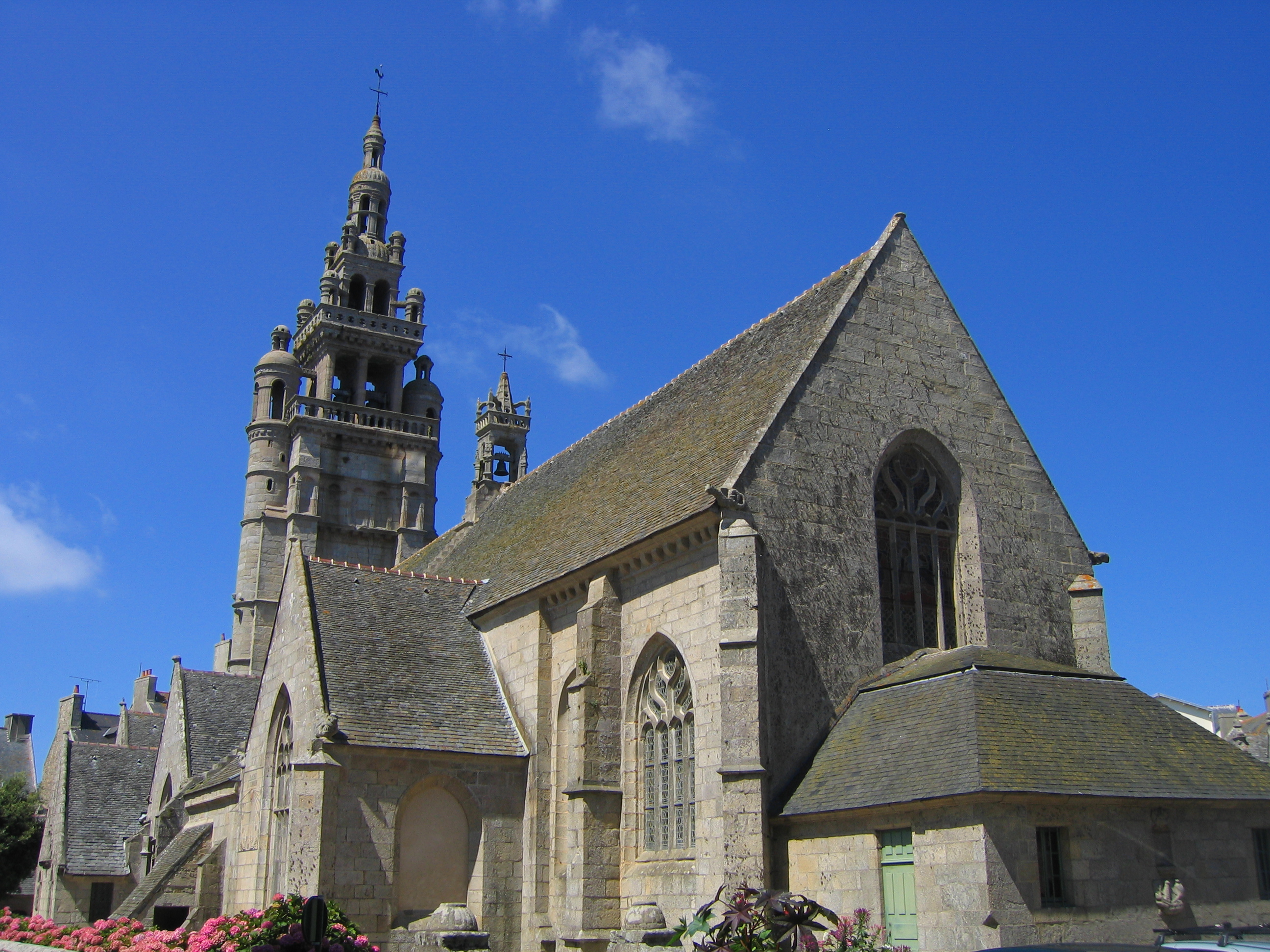
Pfarrkirche Notre-Dame-de-Croaz-Batz

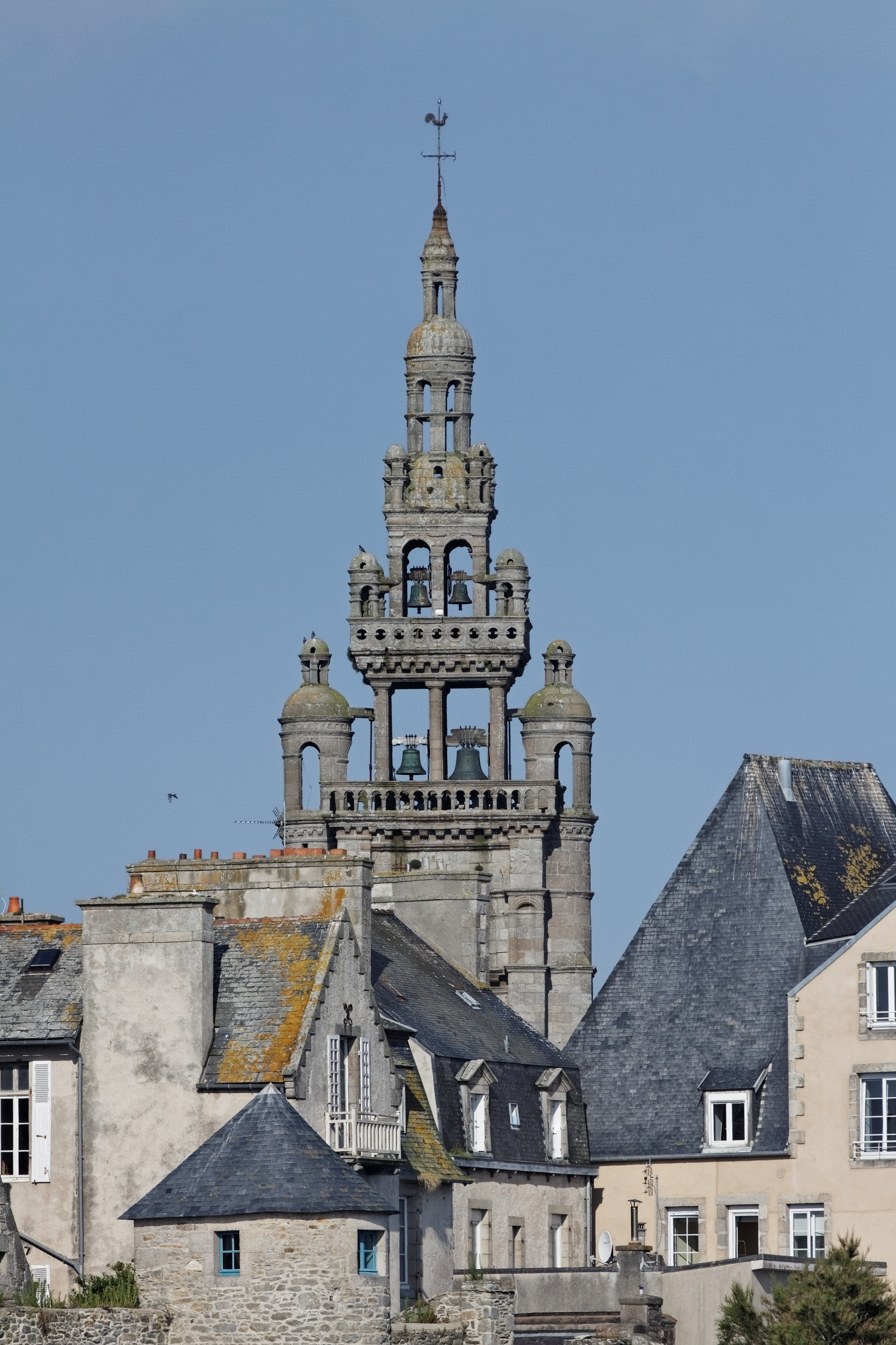
Glockenturm

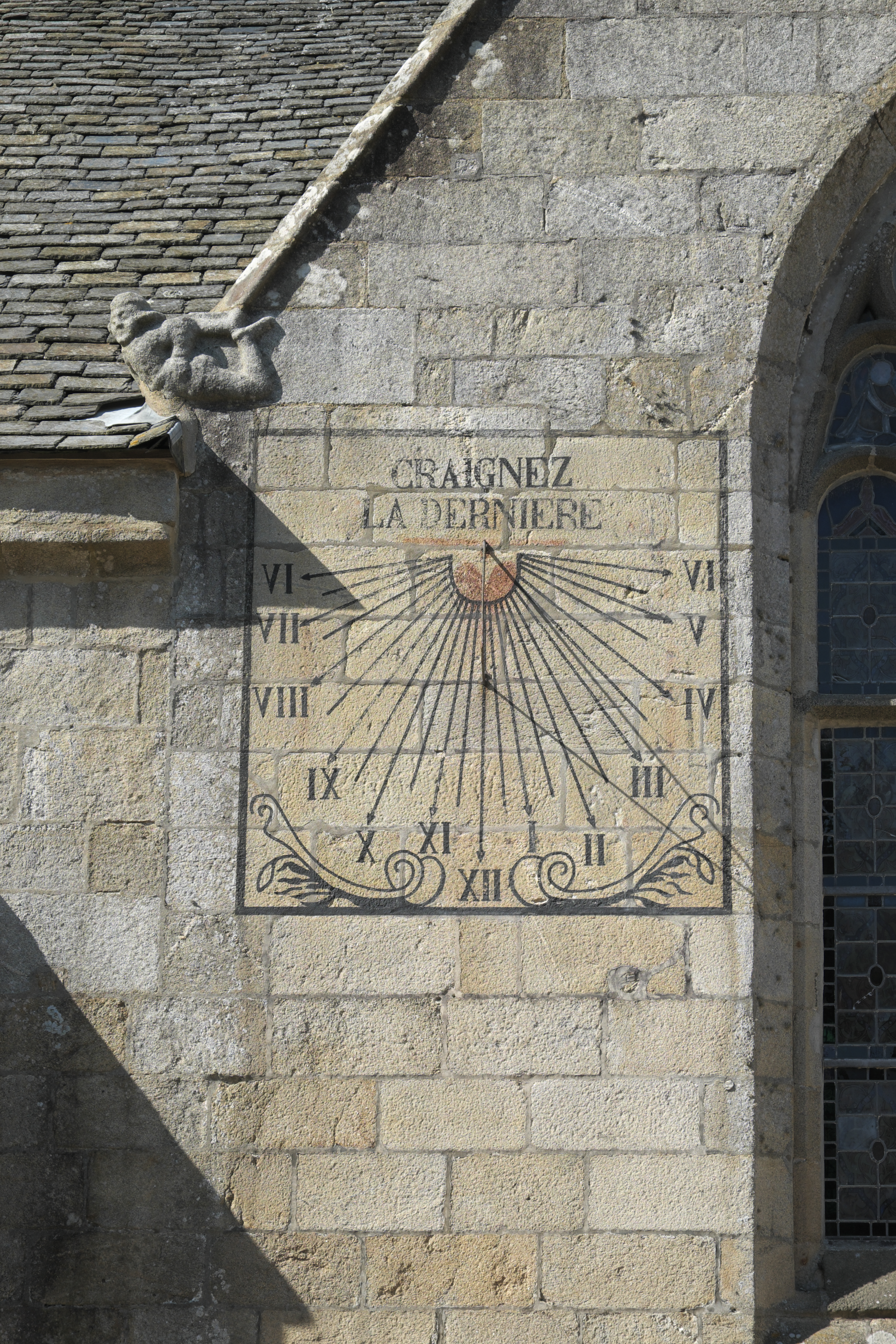
Sonnenuhr

Die katholische Pfarrkirche Notre-Dame-de-Croaz-Batz (auch Notre-Dame-de-Croas-Batz) in Roscoff, einer Gemeinde im Département Finistère in der französischen Region Bretagne, wurde auf Anregung der Kaufleute und Reeder der Stadt in der ersten Hälfte des 16. Jahrhunderts im Stil der Flamboyant-Gotik errichtet. Der Name der Kirche Unsere Liebe Frau zum Kreuz von Batz erinnert an ihre Lage in der Nähe der Anlegestelle zur Insel Batz, an deren Stelle früher ein Kreuz stand. Im Jahr 1886 wurde die Kirche, die zu einem Umfriedeten Pfarrbezirk mit Umfassungsmauer und zwei Beinhäusern aus dem 16. bzw. 17. Jahrhundert gehört, als Monument historique in die Liste der Baudenkmäler in Frankreich aufgenommen.

## Geschichte
Die Kirche Notre-Dame-de-Croaz-Batz wurde zwischen 1515 und 1549 errichtet. 1575/76 entstand der mächtige Glockenturm im Stil der Renaissance. Aus dem 16. Jahrhundert stammt auch die westliche Vorhalle. Um 1609 wurde der heutige, gerade geschlossene Chor errichtet, in dessen Seitenwände schallverstärkende Hohlräume eingebaut sind. 1610 wurden im gesamten Innenraum unter dem Dachstuhl Holzdecken eingezogen. Die südliche Vorhalle wurde 1634 durch eine dem heiligen Josef geweihte Kapelle ersetzt, an deren Giebelseite eine Sonnenuhr mit der Inschrift „CRAIGNEZ LA DERNIÈRE“ (Fürchtet die Letzte) gemalt ist. 1639 wurde die Sakristei angebaut und die steinerne Umfriedung errichtet. Die Weihwasserbecken in der Umfassungsmauer, mit deren Wasser man die Gräber besprengte, erinnern noch an den 1833 aufgelassenen Friedhof. Im Jahr 1701 fügte man an das nördliche Seitenschiff die Chapelle des Agonisants (Kapelle der Sterbenden) an. 1777 wurde der Innenraum teilweise neu gestaltet.

## Architektur

### Außenbau
An den Außenwänden der Kirche sind mehrere in Granit gemeißelte Reliefs mit Darstellungen von Karavellen zu sehen, die an die Bedeutung der Handelsschifffahrt für Roscoff erinnern. Die zahlreichen Ecksteine sind mit Darstellungen von Tieren und menschlichen Figuren gestaltet. Den Übergang vom Mittelschiff zum Chor bekrönt ein zierlicher Dachreiter, zu dem eine schmale Granittreppe hochführt.
Der Glockenturm wird auf beiden Seiten von schlanken Rundtürmen flankiert und besitzt zwei von Balustraden umgebene Glockengeschosse, die von zwei übereinanderliegenden Laternen bekrönt werden. Das Portal der westlichen Vorhalle wird von spitzbogigen Archivolten gerahmt, die mit Krabben besetzt sind. Auf dem Schlussstein des Rippengewölbes der Vorhalle sieht man einen Engel mit den Wappen Frankreichs und der Bretagne, der Lilie und dem Hermelin. Der Raum über dieser Vorhalle wurde früher für Ratsversammlungen genutzt.

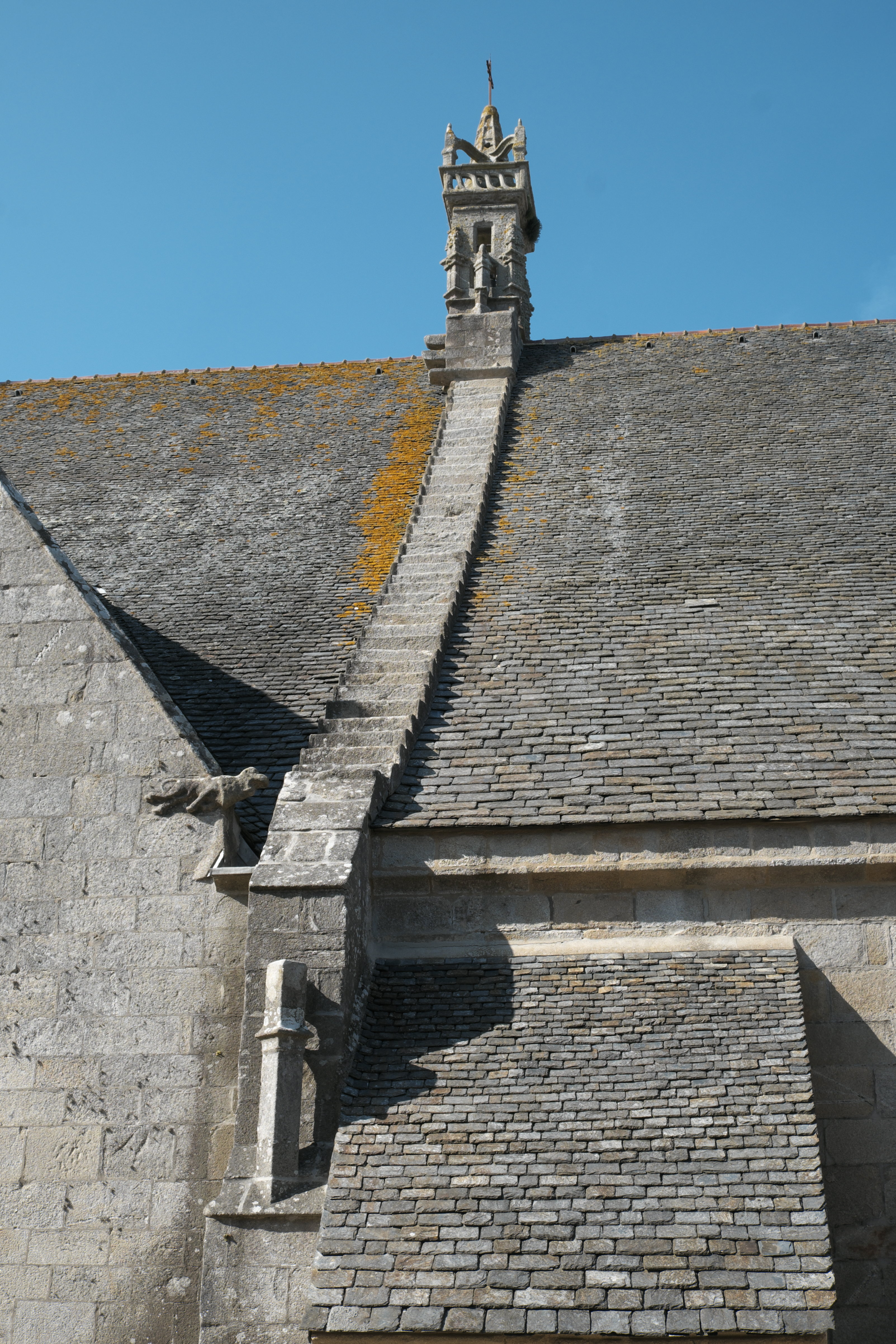
Dachreiter
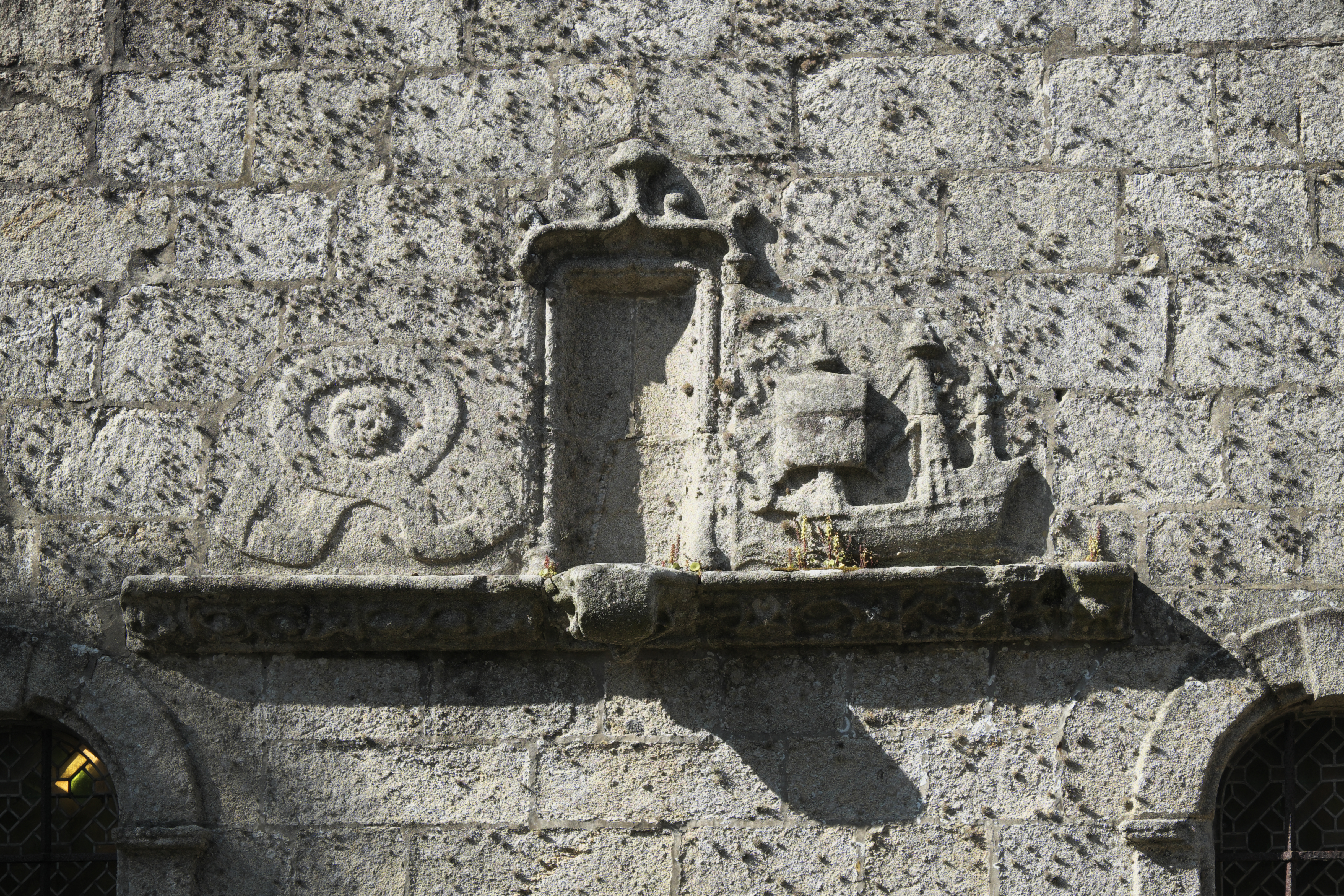
Reliefs am Westportal
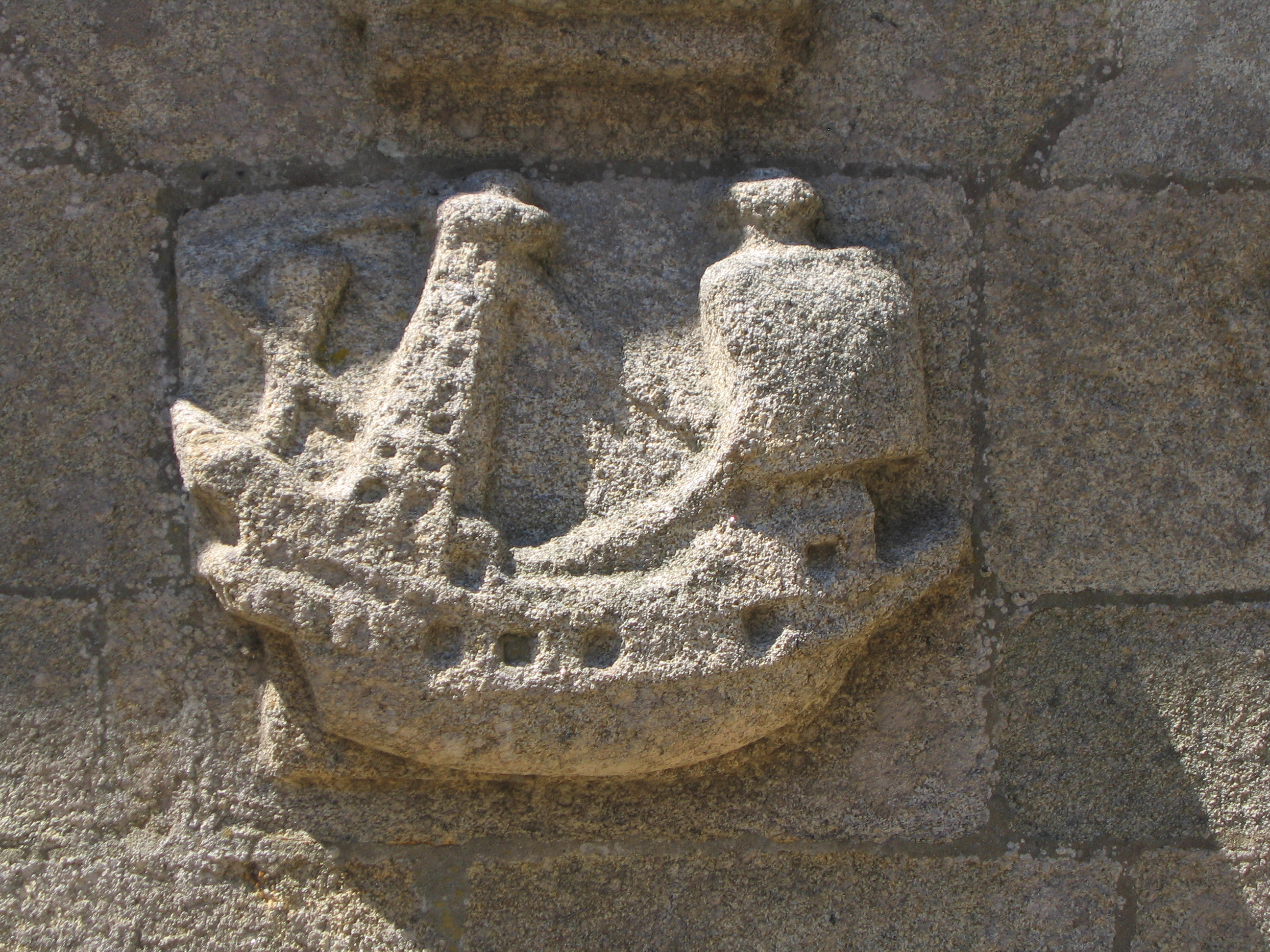
Relief einer Karavelle
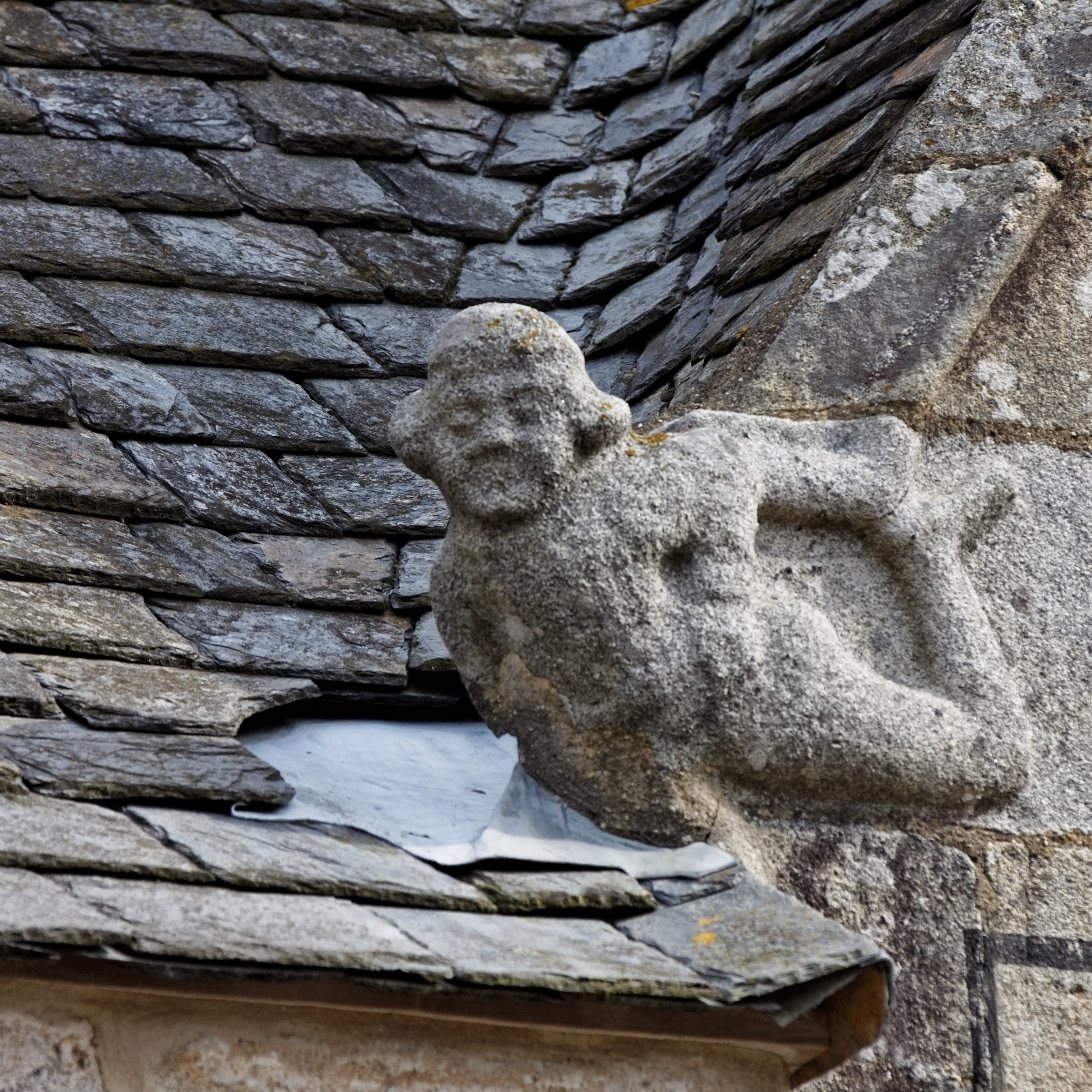
Eckstein mit Figur

### Innenraum

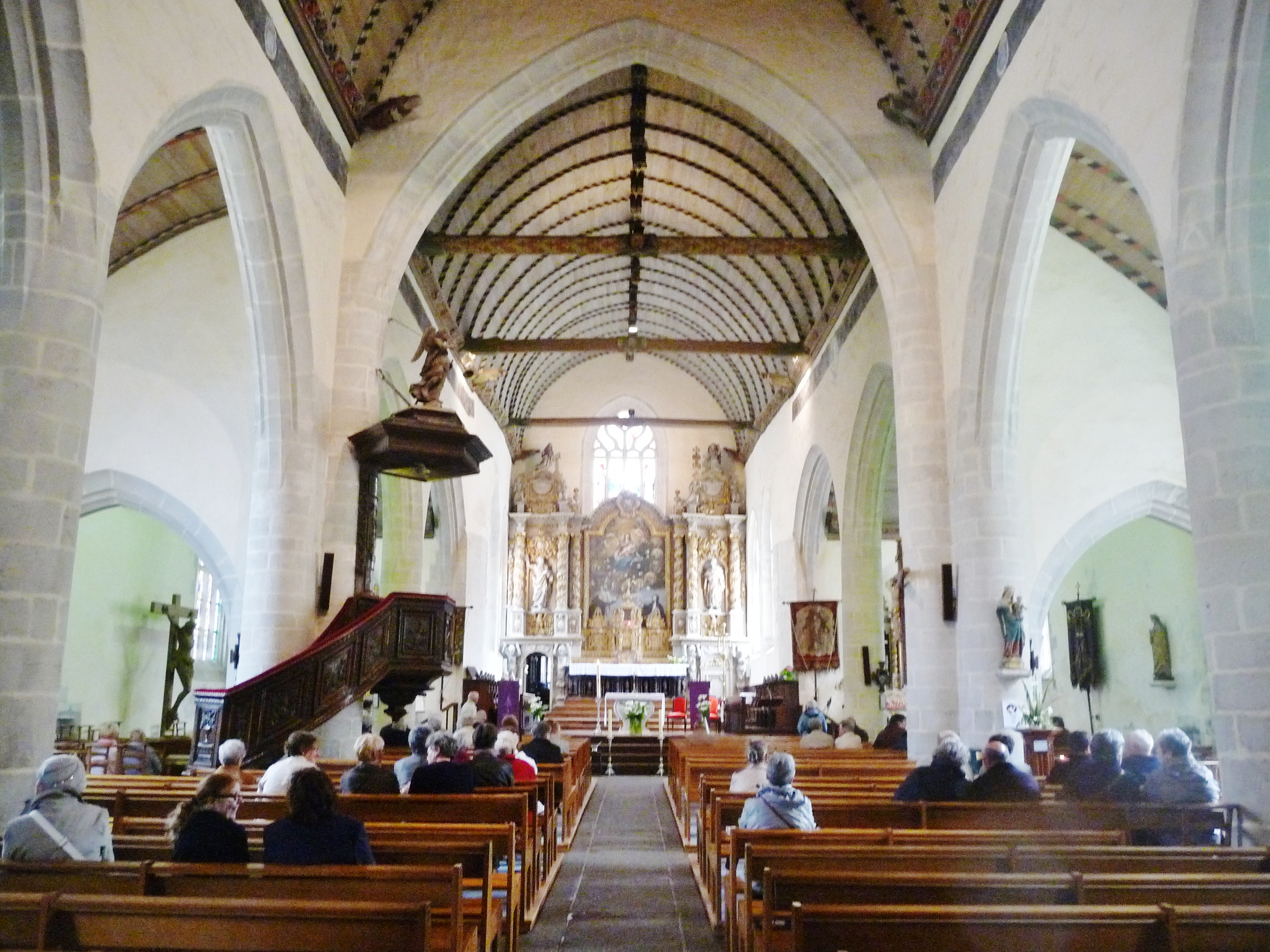
Innenraum

Das dreischiffige Langhaus ist in fünf Joche gegliedert. Hohe spitzbogige Arkaden, die auf Säulen ohne Kapitelle aufliegen, trennen das Mittelschiff von den beiden Seitenschiffen, ein weiter Spitzbogen öffnet es zum Chor.
Die Holzdecken werden von bemalten und geschnitzten Balken getragen. Auf den Balken sind Rankenornamente, groteske Masken, Vasen mit Blumen, musizierende und Spruchbänder haltende Engel, Putten und Köpfe, Akrobaten, Tiere und Fabelwesen dargestellt. Die Balkenenden sind als Mäuler von Ungeheuern gestaltet. Die Endstücke der Tragbalken sind mit den allegorischen Figuren von Sonne und Mond und mit zahlreichen Heiligenfiguren und ihren Attributen skulptiert.

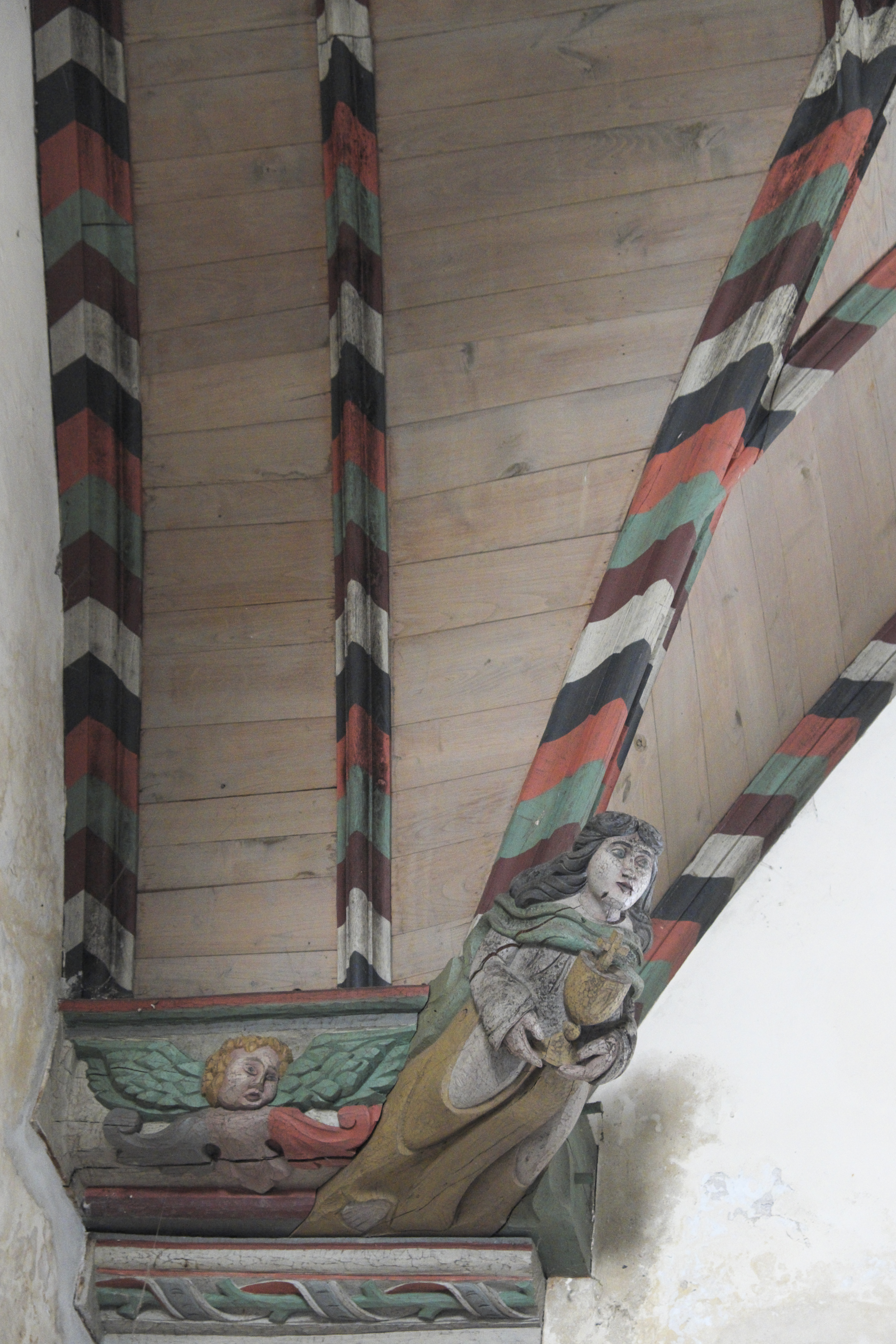
Holzdecke mit geschnitzten Balken und Endstück
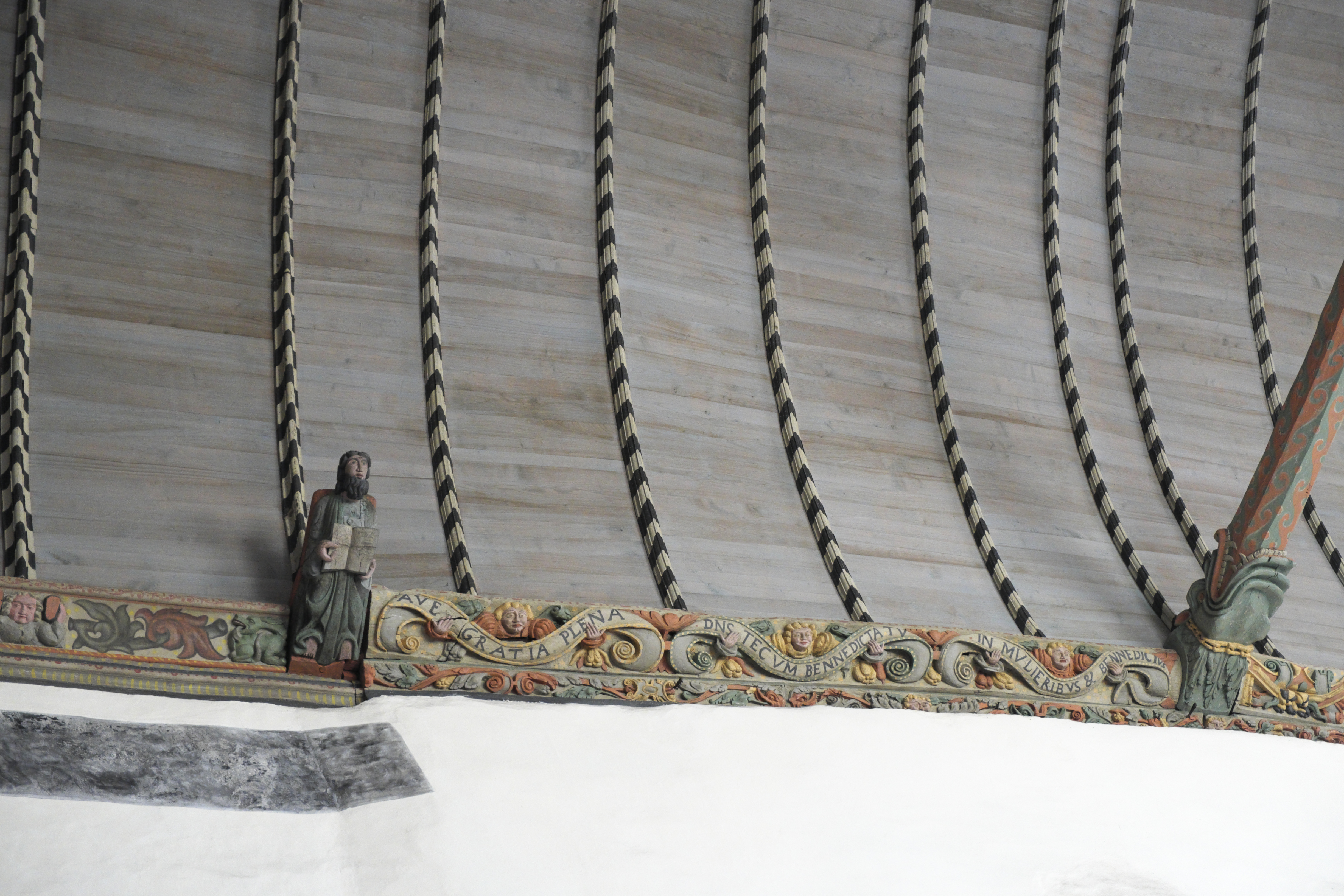
Holzdecke mit geschnitzten Balken und Endstück
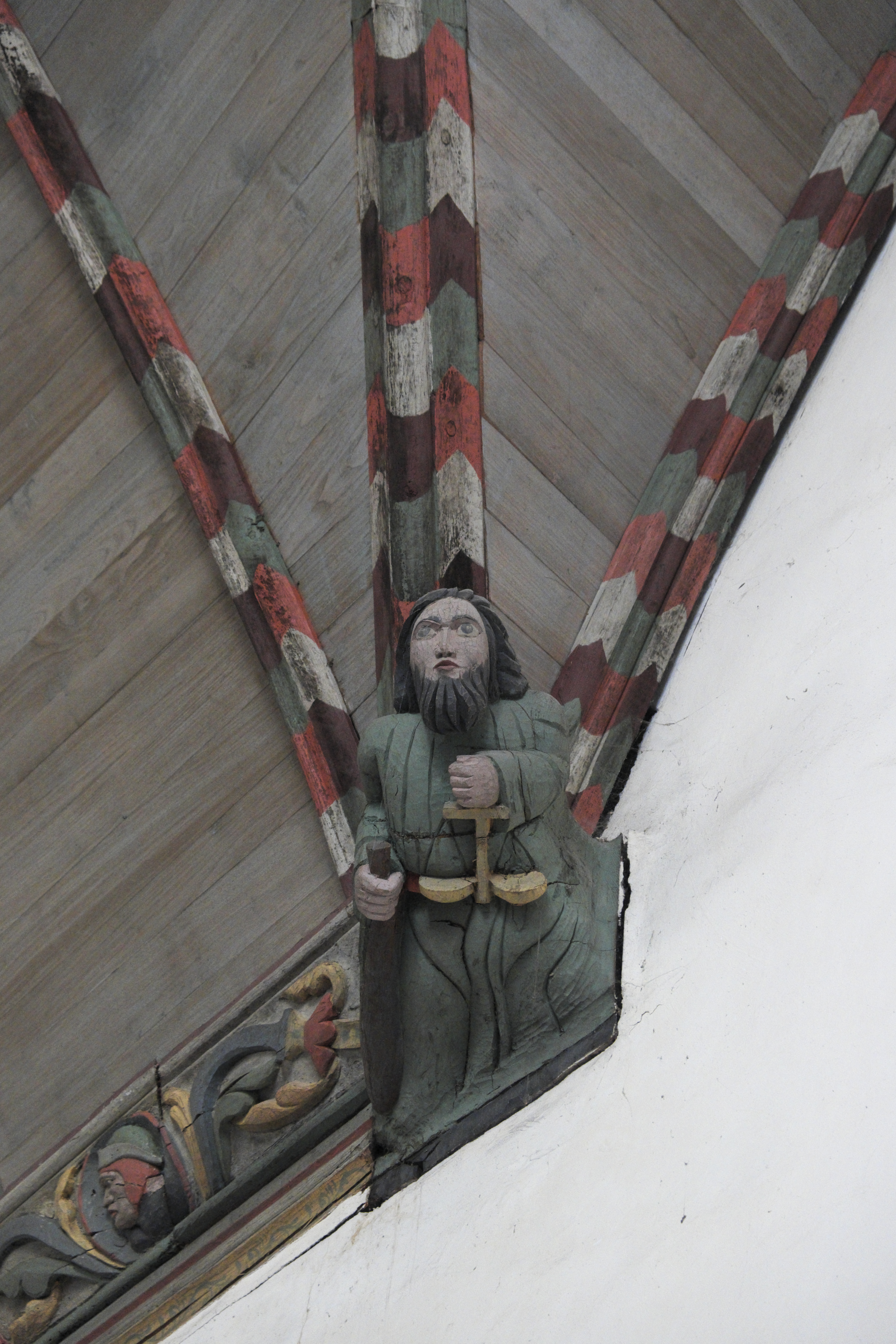
Holzdecke mit geschnitzten Balken und Endstück

## Trauerbänder

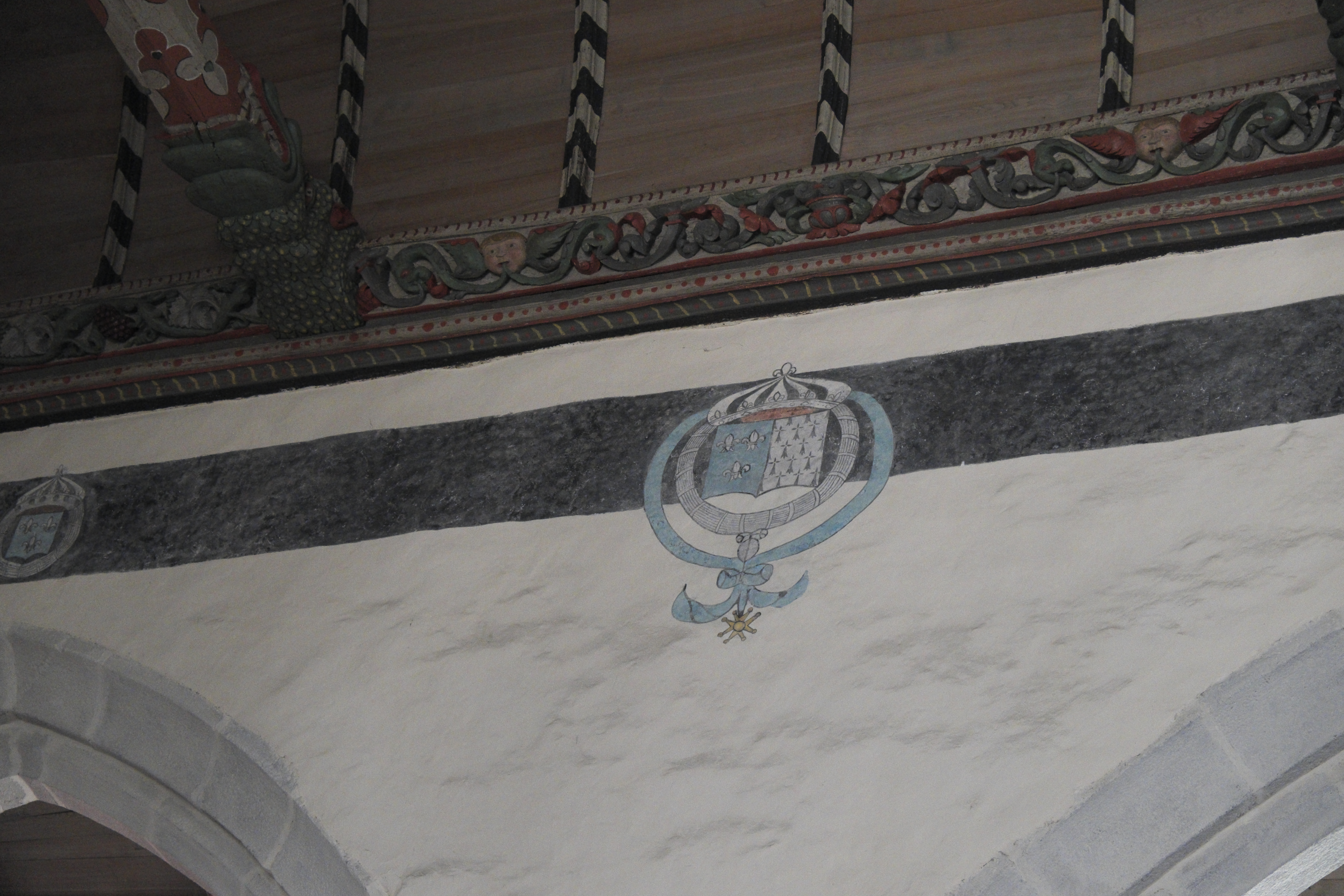
Trauerband

Bei der Restaurierung in den Jahren 2000/01 wurden die gemalten Trauerbänder (Litres funeraires) an den Wänden über den Arkaden wieder freigelegt. Die Bänder mit den Wappen hochrangiger Persönlichkeiten wurden nach deren Tod in schwarzer Farbe aufgemalt.

## Ausstattung

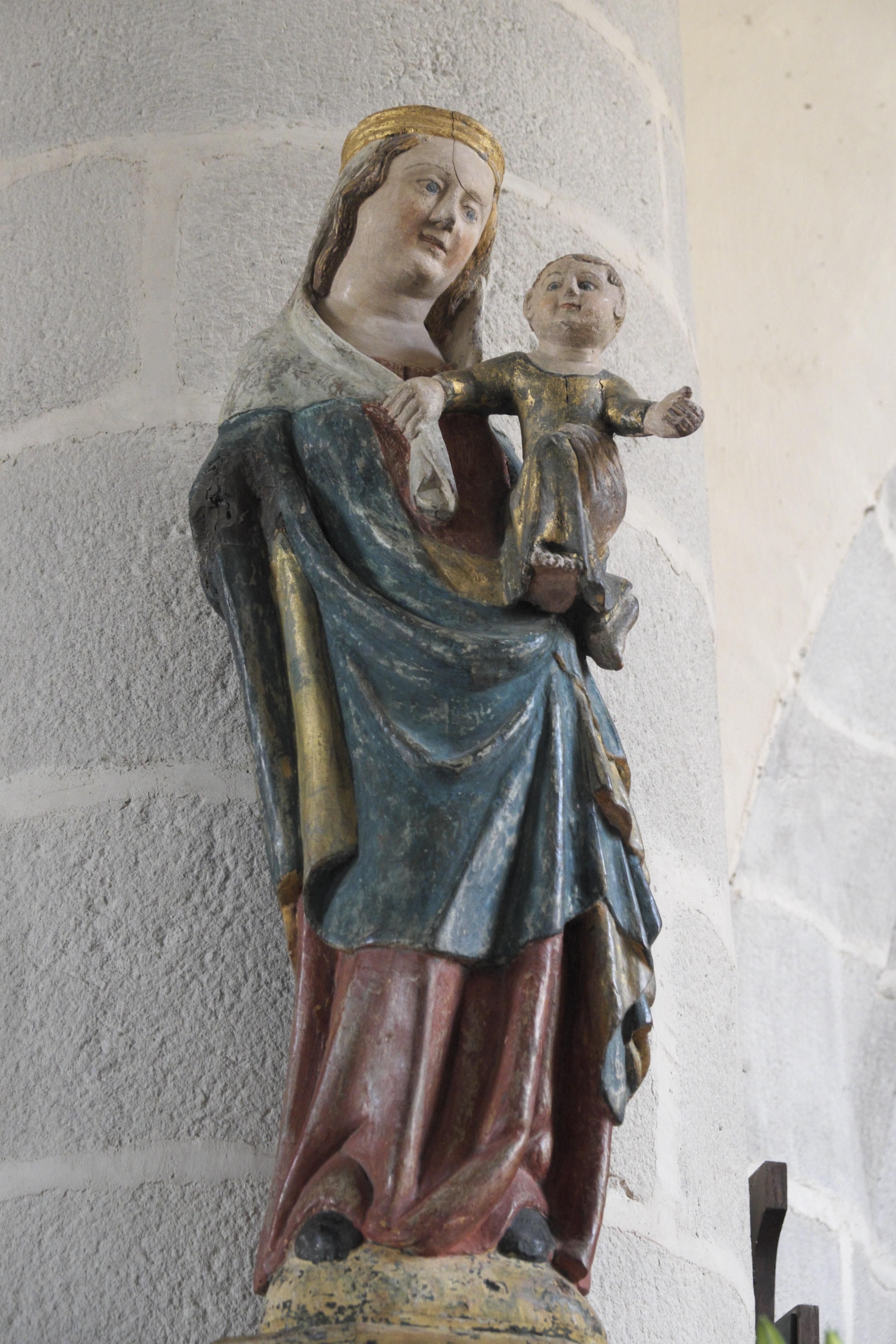
Madonna aus dem 14. Jahrhundert

- Der sechsäulige Hauptaltar stammt wie die Seitenaltäre aus barocker Zeit. Auf dem Altarbild sieht man den heiligen Dominikus und die heilige Katharina von Siena, die von der Muttergottes den Rosenkranz erhalten. In den 15 Medaillons sind die Geheimnisse des Rosenkranzes dargestellt. Seitlich stehen die Apostel Petrus und Paulus.
- Die aus Eichen- und Kastanienholz geschnitzte Kanzel stammt von 1711. Auf dem Kanzelkorb sind die vier Evangelisten dargestellt, die Reliefs am Kanzelaufgang stellen die heilige Anna und den heiligen Joachim, Mariä Tempelgang und die Verkündigung dar. Auf dem Schalldeckel steht ein Engel mit einer Posaune.[2]
- Der Taufstein wird ins 16. Jahrhundert datiert. Er besteht aus zwei Granitbecken, im größeren wurde das Taufwasser aufbewahrt, über dem kleineren Becken wurde getauft. Dieses hatte einen Abfluss, der das Wasser direkt in den Boden leitete. Das Taufbecken steht unter einem holzgeschnitzten Baldachin von 1690, der auf acht Säulen ruht und von einer Kuppel mit einer Engelsfigur bekrönt wird.[3]
- In den modernen Altar in der Josefskapelle wurden 1963 sieben Alabastertafeln mit Szenen aus dem Leben Jesu eingebaut. Die Reliefs stammen aus Nottingham und werden in das späte 15. Jahrhundert datiert. Drei der Tafeln mit den Szenen der Verkündigung, der Anbetung der Heiligen Drei Könige und der Auferstehung wurden 1981 gestohlen und 2005 wieder aufgefunden. Im Altar erhalten sind die Szenen der Geißelung Christi, der Kreuzigung, der Himmelfahrt und die Pfingstszene.[4]
- Die farbig gefasste Holzskulptur der Madonna mit Kind ist eine Arbeit aus dem 14. Jahrhundert. Maria hält das Jesuskind auf dem Arm, das mit ihrem Schleier spielt und seinen linken Fuß nach hinten dreht.[5]

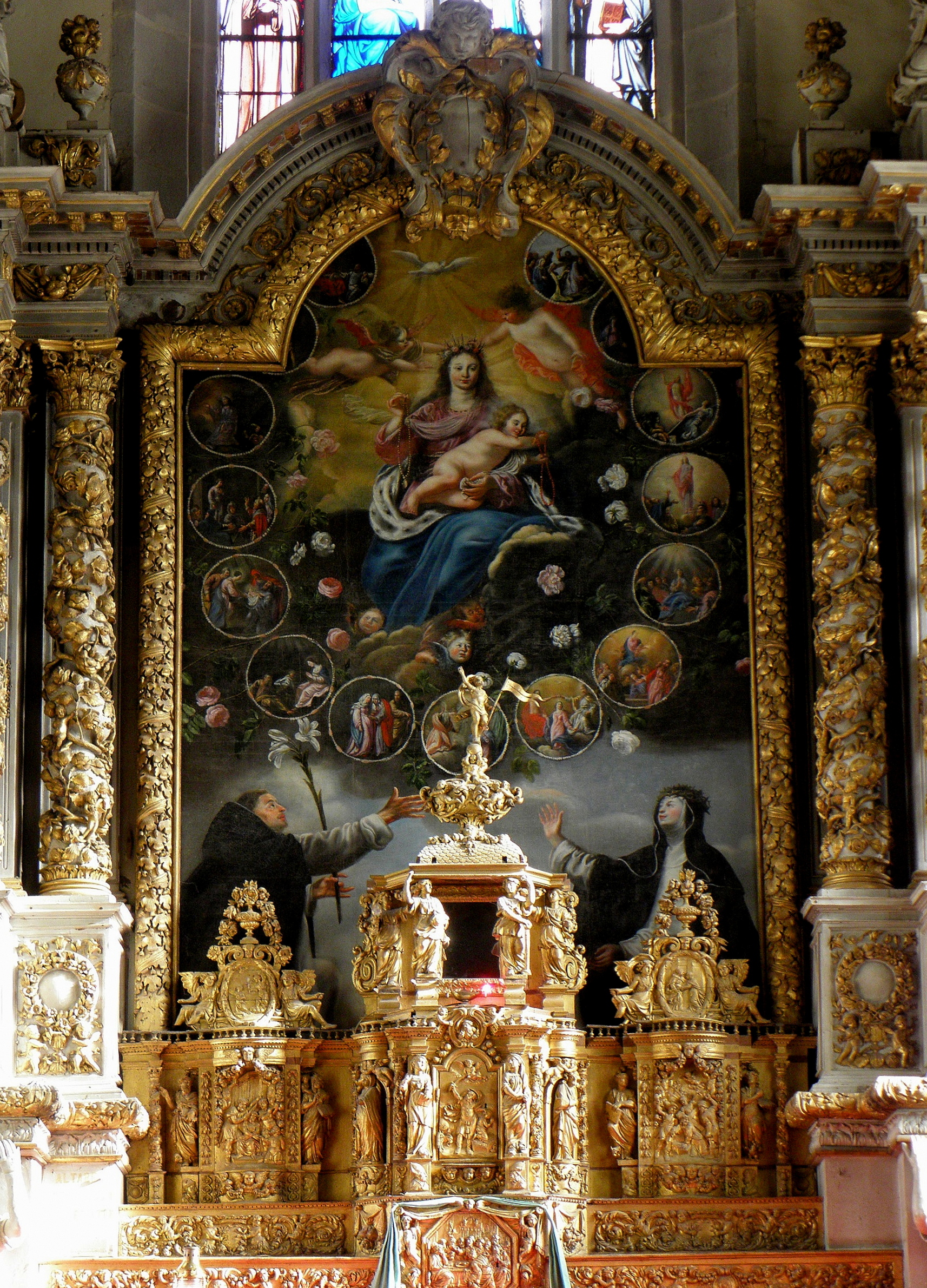
Hauptaltar
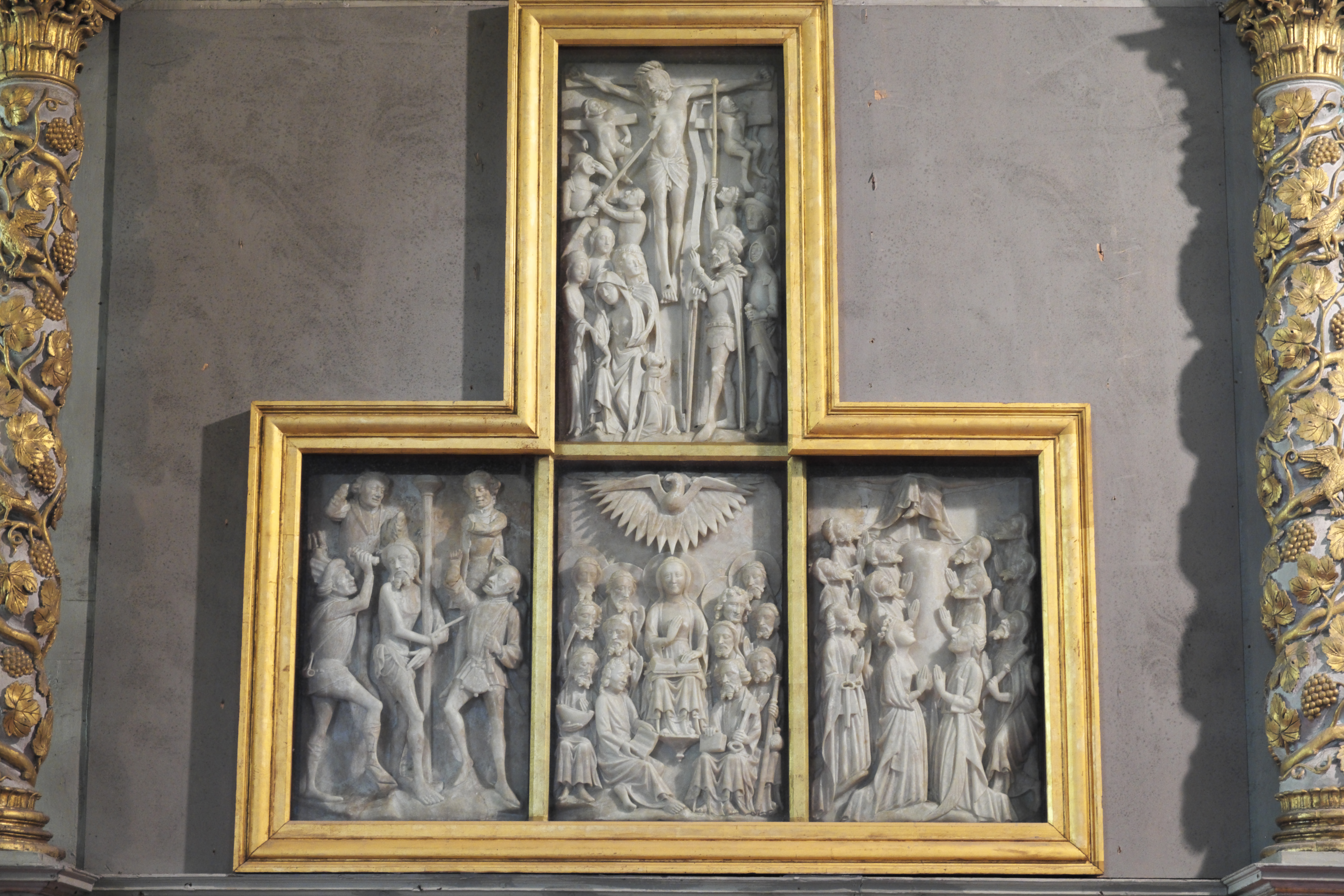
Alabasterretabel
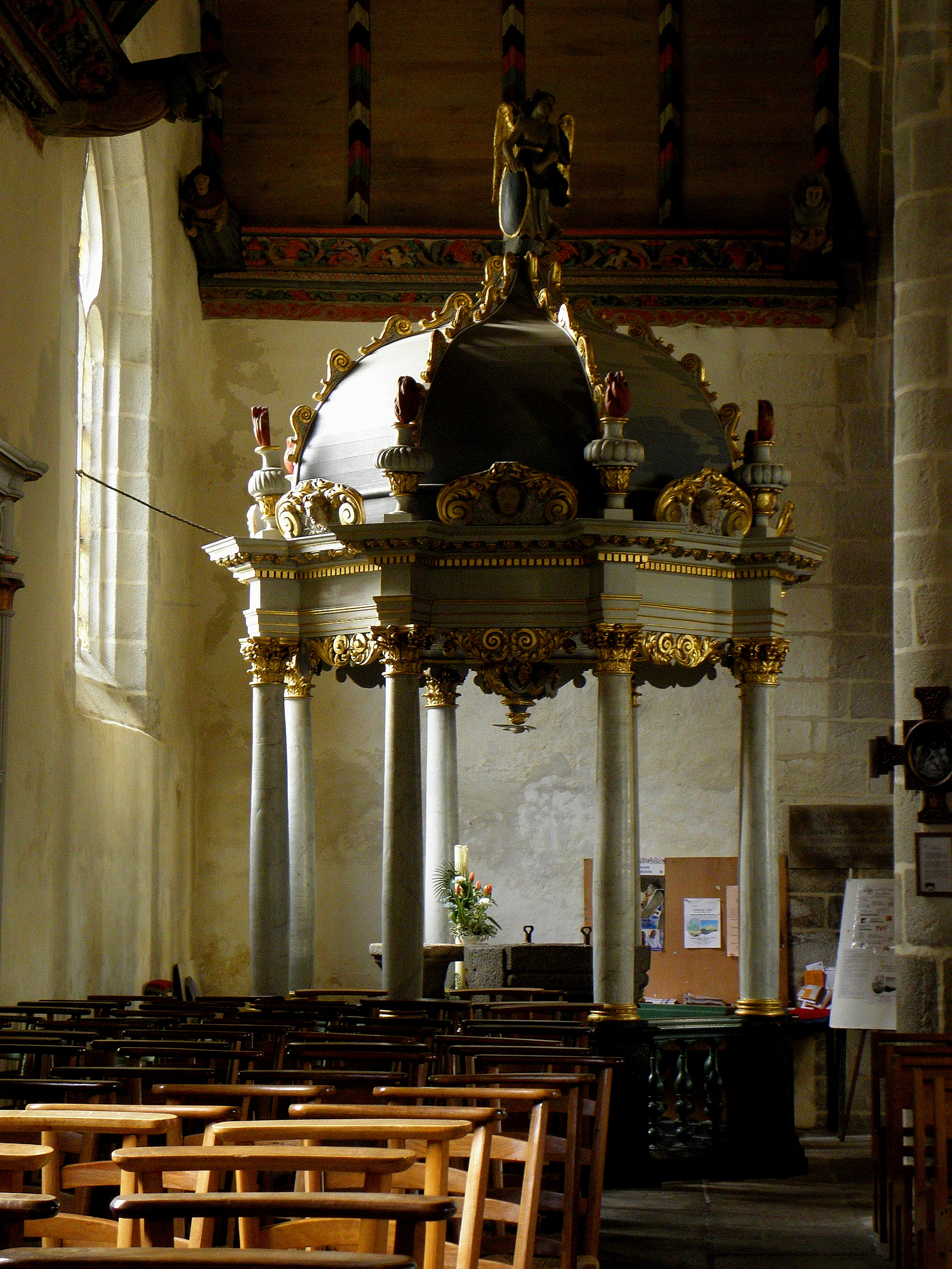
Taufbecken mit Baldachin

## Orgel

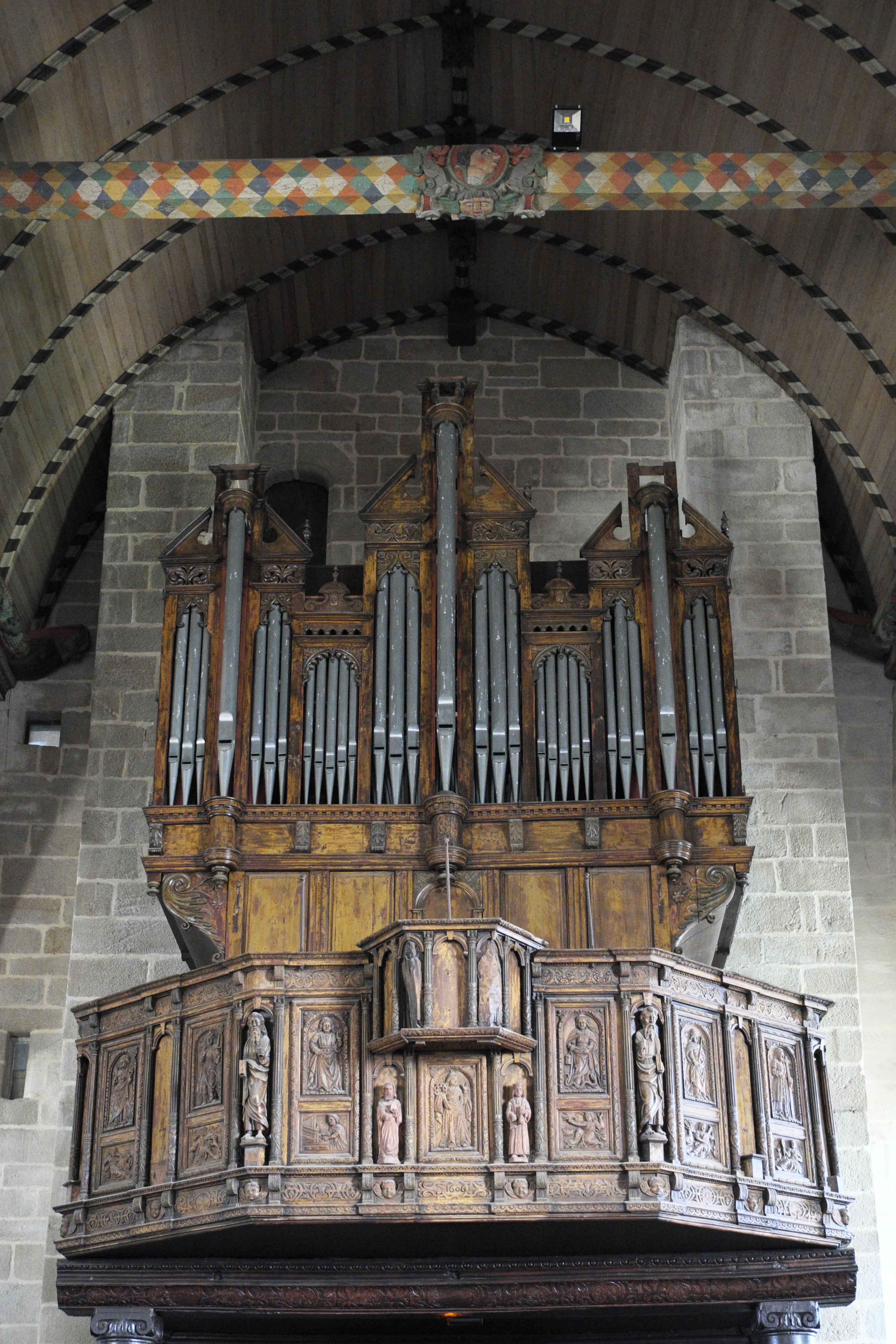
Orgel

Die Orgelbühne aus den Jahren 1606 bis 1610 geht noch auf die alte, von John Bourne geschaffene Orgel zurück. Sie ist mit den Skulpturen von Propheten und den Flachreliefs der Sibyllen verziert. Der Orgelprospekt wurde 1649 von Yves Richard ausgeführt. Das Orgelwerk wurde 1650 von Thomas Harrisson und Robert Dallam und 1888 durch ein Instrument der Orgelbaufirma Claus aus Rennes ersetzt. 1985 wurde es durch Jean Renaud erneuert.